# Edgard Vovô

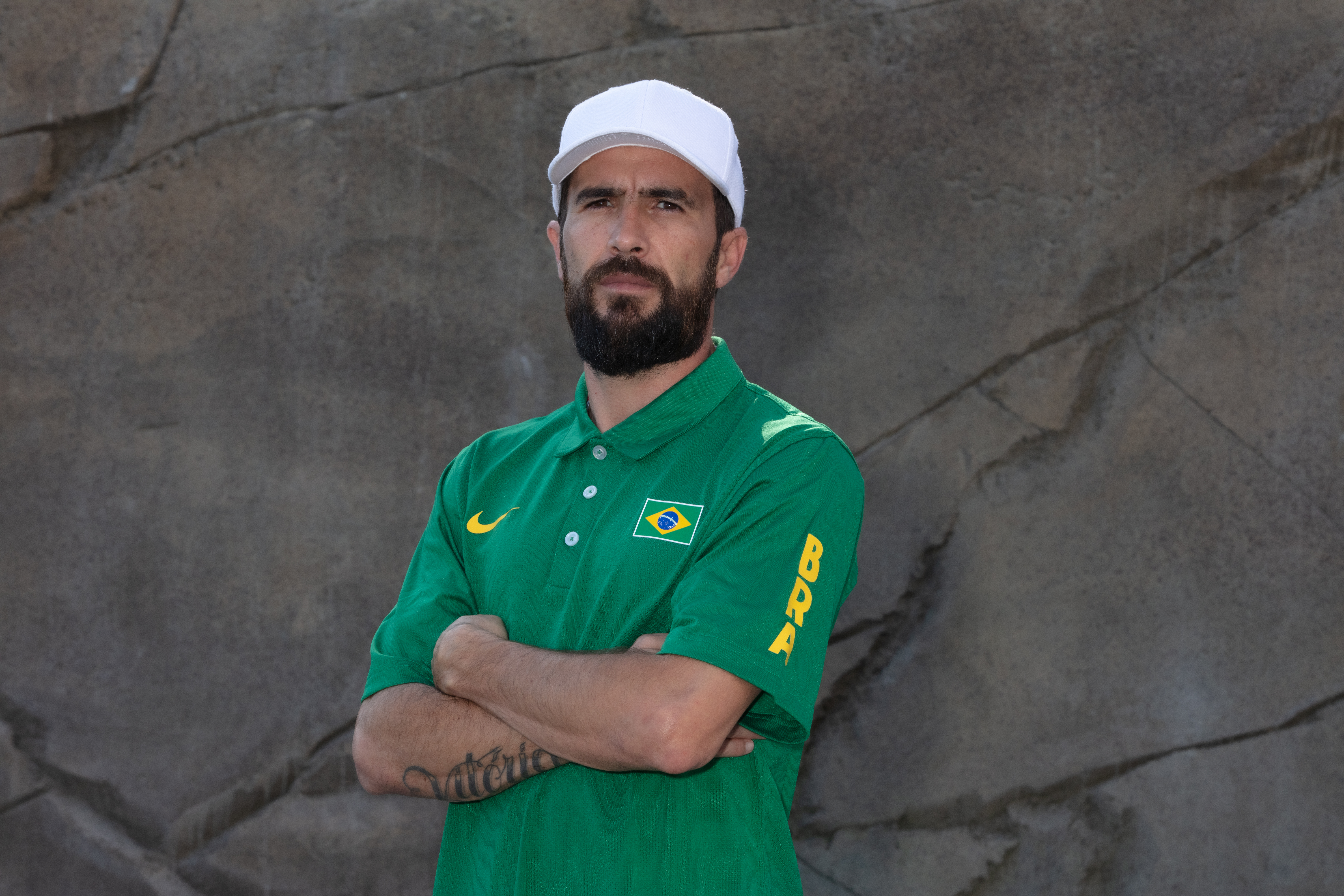
Edgard vovô

Técnico da seleção brasileira Skate Park (F/M)
Edgard Pereira ou Edgard Vovô é um skatista brasileiro.

## Começo
Nascido em Ubá, Minas Gerais, antes de ser skatista, Edgard trabalhava como motoboy. Começou a andar de skate street nas ruas e na pista de São Bernardo do Campo. Em 1999 conheceu a "galera" do bairro Jordanópolis, e começou a andar na minirampa, onde descobriu sua paixão por transições. Com o tempo Edgard foi treinando mais skate vertical do que skate street. Aos poucos, foi evoluindo, até se profissionalizar e acabou se tornando bicampeão brasileiro. Ganhou seu primeiro patrocínio e, desde então, já são mais de 20 anos de skate e inúmeras conquistas, como por exemplo duas medalhas nos X Games. Agora, Edgard quer passar sua experiência para os mais novos. Hoje tido como um dos mais experientes skatistas do cenário nacional, Vovô, de 39 anos, se tornou técnico da seleção brasileira de skate (Park).

## Principais conquistas

### Como técnico
- Medalhista de prata nos jogos de Tóquio 2020 (Park Masculino)
- Campeão Brasileiro 2020 (Park Feminino)
- Vice-campeão Brasileiro 2020 (Park Masculino)
- Campeão mundial Dewtour EUA 2019 (Park Masculino)
- Vice-campeão mundial ISO Nanjing China 2019 (Park Masculino)
- Vice-campeão mundial World Championship Brasil 2019 (Park Masculino)
- Campeão Brasileiro 2019 (Park Masculino)
- Campeão Brasileiro 2019 (Park Feminino)
- Campeão Vans Park Series Brasil 2019 (Park Feminino)
- Campeão Vans Park Series Brasil 2019 (Park Masculino)

### Como atleta
- Duas Vezes Medalhista nos X Games (2011|2014) no Big Air (Megarampa).
- Vice-campeão mundial do Big Air (Mega Rampa), (2012|2014).
- Campeão da Mega 2.0 no Chile, (2012).
- Tricampeão Best Trick da TV GLOBO. (2004|2007|2010).
- Bicampeão brasileiro de skate vertical (2002|2003).
- Bicampeão brasileiro de Skate Mini Ramp (2000|2001).
- Vice-campeão brasileiro de Skate Vertical (2010).
- Quarto Brasileiro a fazer o Looping.